# Метеор-М № 2
«Метеор-М» № 2 (автоматические космические аппараты) — вторая серия космических аппаратов гидрометеорологического обеспечения. Входят в состав космического комплекса (КК) гидрометеорологического и океанографического обеспечения «Метеор-3М».
Предназначены для оперативного получения информации в целях прогноза погоды, контроля озонового слоя и радиационной обстановки в околоземном космическом пространстве, а также для мониторинга морской поверхности, включая ледовую обстановку.
Создаются по заданию Роскосмоса и Росгидромета на ОАО «Корпорация ВНИИЭМ» им. А. Г. Иосифьяна (г. Москва).
25 ноября 2021 года на сайте госзакупок Роскосмос разместил контракт, согласно которому ВНИИЭМ изготовит и поставит на космодром Восточный спутники «Метеор-М» № 2-5 (до 24 октября 2024 года) и «Метеор-М» № 2-6 (до 15 ноября 2025 года). Срок активного существования на орбите не менее 5 лет. Сумма контракта составила 5,37 млрд рублей.

## Назначение
Обеспечение подразделений Федеральной службы России по гидрометеорологии и мониторингу окружающей среды, а также других ведомств оперативной гидрометеорологической информацией.
КА предназначен для получения:
- Глобальных и локальных изображений облачности, поверхности Земли, ледового и снежного покровов в видимом, ИК и микроволновом диапазонах;
- Данных для определения температуры морской поверхности и радиационной температуры подстилающей поверхности;
- Радиолокационных изображений земной поверхности;
- Данных о распределении озона в атмосфере и его общего содержания;
- Информации о гелиогеофизической обстановке в околоземном космическом пространстве;
- Данных для определения общего содержания малых газовых компонентов атмосферы;
- Данных о спектральной плотности энергетических яркостей уходящего излучения для определения вертикального профиля температуры и влажности в атмосфере, а также для оценки составляющих радиационного баланса системы «Земля-атмосфера».

## Общие характеристики

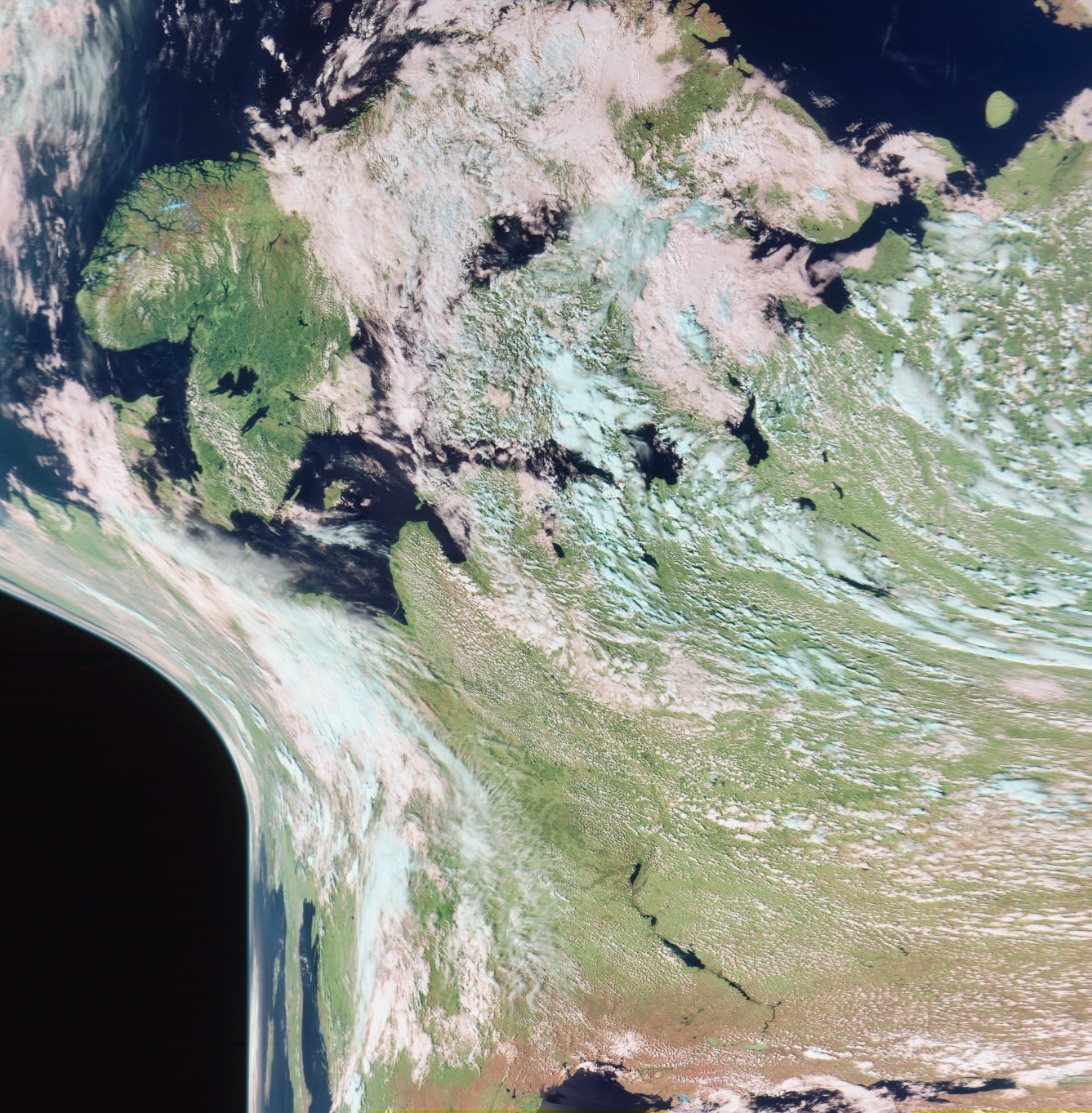
Фото с вращающегося спутника «Метеор-М» № 2-4 (2 августа 2024)

Тип спутника — Метеорологический
Головной разработчик — ОАО «Корпорация ВНИИЭМ»
Средства выведения — Союз-2.1б/Фрегат
Орбита КА — круговая, солнечно-синхронная, утренняя (9:30)
Корректируемость орбиты — отсутствует
Стартовая масса КА, кг — 2778 (Метеор-М № 2.3 — 3250 кг)
Габаритные размеры, м:
- высота: 5,0
- ширина с развёрнутыми БФ: 14,0
- диаметр оп.окр. корпуса: 2,5

Площадь ФЭП, м² — 33,0
Мощность ФЭП, Вт — 4500/4000
Для передачи целевой информации с борта КА используются следующие радиолинии:
- МВ диапазона (137,025 — 137,925 МГц) со скоростью 80 Кбит/с — для передачи на сеть наземных станций в режиме непосредственной передачи (НП) информации прибора МСУ-МР (многоканальное сканирующее устройство малого разрешения) в международном формате LRPT;
- ДМ диапазона (1690 — 1710 МГц) со скоростью 665,4 Кбит/с — для передачи в режиме НП информации бортовых приборов и данных ПСД (платформ сбора данных).
- СМ диапазона (8025 — 8400 МГц) со скоростью до 2х122,88 Мбит/с — для передачи в режиме НП и ВИ (воспроизведения информации) полного потока данных целевой аппаратуры КА в центры приема и обработки данных Росгидромета — Европейский (гг. Москва, Обнинск, Долгопрудный), Сибирский (г. Новосибирск) и Дальневосточный центры ФГБУ "НИЦ «Планета».

## Запуски
Космические аппараты серии «Метеор-М», входящие в космический комплекс «Метеор-3М».
| Внешние видеофайлы | Внешние видеофайлы                      |
| ------------------ | --------------------------------------- |
|                    | Трансляция запуска КА «Метеор-М» № 2-3. |

| Внешние видеофайлы | Внешние видеофайлы                      |
| ------------------ | --------------------------------------- |
|                    | Трансляция запуска КА «Метеор-М» № 2-4. |